# Greg LeMond
Gregory James LeMond, dit Greg LeMond, né le 26 juin 1961 à Lakewood, en Californie, est un coureur cycliste américain. Il devient professionnel en 1981 et arrête sa carrière en 1994 à la suite d'une myopathie mitochondriale (maladie potentiellement induite par un accident de chasse, certains plombs n'ayant pu être retirés par le chirurgien).
Il remporte à trois reprises le Tour de France en 1986, 1989 et 1990 et deux fois le titre mondial sur route en 1983 et 1989. Il est le premier Américain, et le seul à ce jour (à la suite des déclassements de Lance Armstrong et de Floyd Landis), ainsi que le premier non-européen à remporter le Tour de France.

## Biographie

### Carrière cycliste

#### 1981-1984: le pionnier
Greg LeMond était un adolescent sportif grand amateur de ski. Pour parfaire sa condition physique, son entraîneur lui recommande de pratiquer le vélo. Le jeune homme se révèle très doué pour ce sport et se consacre très vite à la compétition. Rapidement sans rivaux dans un pays où le vélo n'est pas un sport majeur, il décide de faire ses preuves en Europe où il se fixe des objectifs très ambitieux. LeMond devient champion du monde juniors en 1979. Mais, en raison du boycott des Jeux olympiques de 1980 à Moscou par les États-Unis, il est privé de son rêve olympique. 
Dès 1980, Cyrille Guimard, le directeur sportif de l'équipe cycliste Renault (dont le leader est Bernard Hinault), voit en LeMond un futur grand talent et lui propose un contrat professionnel pour 1981. À 19 ans, LeMond commence sa carrière professionnelle dans l'ombre du champion français. Il atteint presque immédiatement le plus haut niveau mondial comme en témoigne une troisième place au Critérium du Dauphiné libéré 1981 (en travaillant pour son leader et vainqueur Bernard Hinault) et sa victoire en 1982 dans le Tour de l'Avenir. En fin d'année, il décroche la deuxième place au championnat du monde à Goodwood derrière Giuseppe Saronni, après avoir mené la poursuite derrière son compatriote Jonathan Boyer pourtant seul en tête. LeMond raconte après la course : « Je portais le maillot américain, bien sûr, mais il n'y avait pas vraiment d'équipe américaine et je n'en faisais définitivement pas partie. J'ai payé mon propre voyage en Angleterre, tout. Il n'y a eu aucun soutien de la fédération américaine. L'équipe pour laquelle je courais était Renault. ». Il rajoute à propos de Boyer : « Nous étions dans les 500 derniers mètres et Boyer n'avait qu'une avance d'environ 20 mètres, qu'il n'avait aucun moyen de conserver. Je ne pensais pas qu'il pouvait gagner et je ne voulais pas qu'il le fasse. Ce n'est juste pas un ami. Il n'a jamais gagné de course professionnelle et je ne pensais pas qu'il était le genre de gars qui devrait être champion du monde. ».
En 1983, il obtient ses premiers grands succès : à 21 ans et onze mois, il s'impose dans le Critérium du Dauphiné libéré et surtout devient champion du monde professionnel à Altenrhein. Sa régularité tout au long de la saison lui vaut par ailleurs d'être lauréat du Super Prestige.
Il fait ses débuts dans le Tour de France en 1984 où, porteur du maillot arc-en-ciel mais équipier de Laurent Fignon, il tient à faire valoir son rang. Il réalise un début d'épreuve en demi-teinte, dépassé par ses rivaux français Fignon et Hinault qui se livrent une bataille à laquelle il ne prend pas part, diminué par une bronchite. Toutefois, il regagne du terrain en dernière semaine dans les Alpes, ce qui lui permet de tenir les premiers rôles et finalement d'obtenir la troisième place du classement général à Paris, derrière Fignon et Hinault, devenant ainsi le premier Américain à monter sur le podium du Tour de France.

#### 1985-1986: les années Tapie

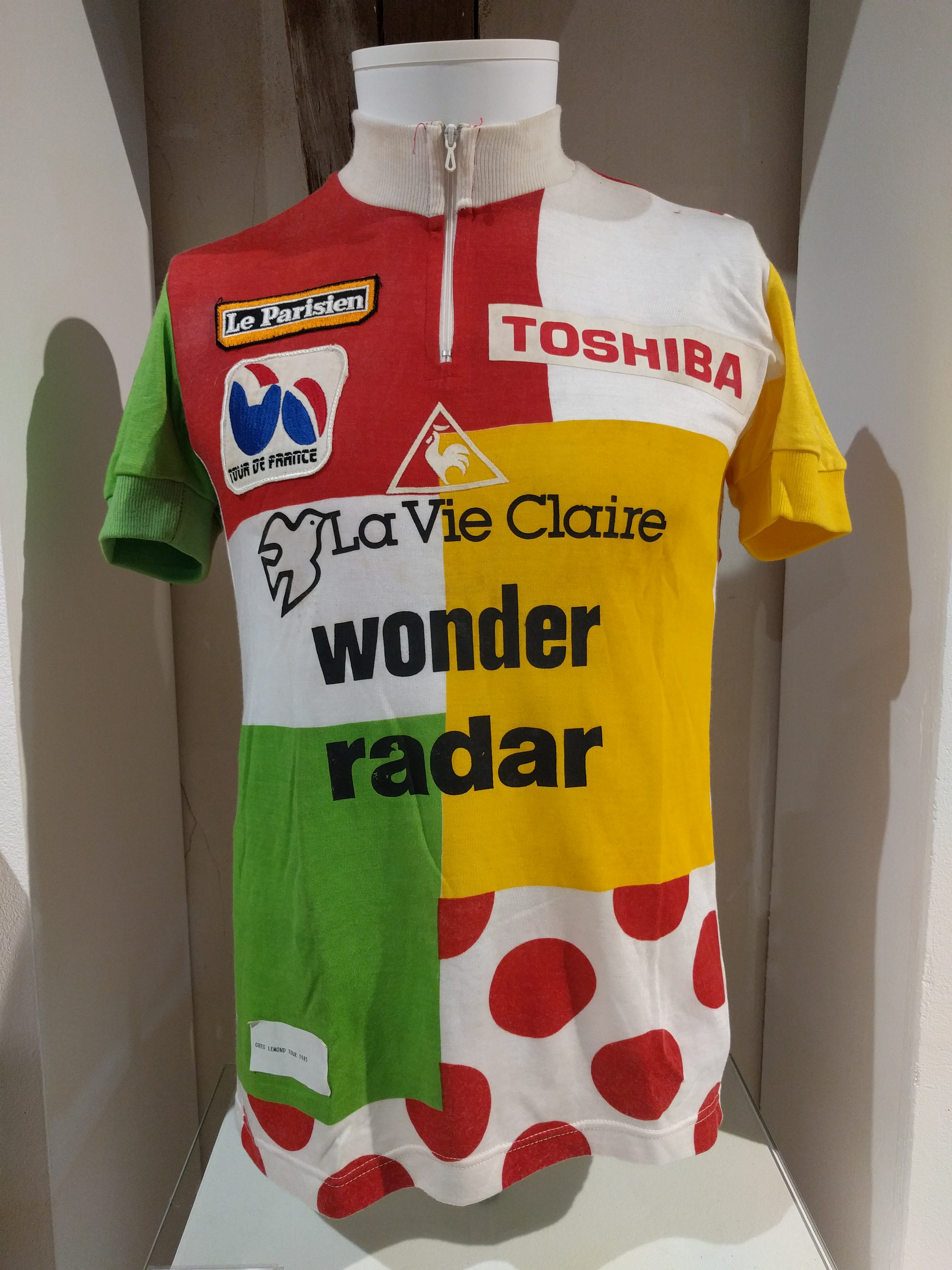
Maillot du combiné de LeMond, Tour de France 1985.

Soucieux de bien négocier sa carrière, tant sur le plan sportif que financier, Lemond choisit de quitter Guimard et Fignon fin 1984 pour rejoindre Hinault au sein de l'équipe La Vie claire, attiré par le contrat mirobolant que lui propose Bernard Tapie. Ce choix pose immédiatement le même problème de partage de suprématie qu'avec Fignon. Le duo Hinault-LeMond semble pourtant fonctionner puisque le Français remporte le Tour d'Italie 1985 en bénéficiant de l'appui de LeMond qui termine ce Giro à la troisième marche du podium. Au départ du Tour de France, où Fignon est forfait, Tapie souhaite pour des raisons de marketing favoriser une cinquième victoire dans le Tour pour Hinault. À Saint-Étienne, Hinault passe la ligne d'arrivée le nez fracturé et en sang, pris dans une chute spectaculaire dans le dernier kilomètre. LeMond doit épauler son leader affaibli. Il va ensuite pâtir de plans tactiques de son équipe que Tapie, par l'intermédiaire du directeur sportif Paul Köchli, mettra sur pied. C'est ainsi que dans les Pyrénées, LeMond, déjà très à l'aise à Luz-Ardiden, doit couper son effort dans l'Aubisque pour attendre Hinault, maillot jaune en pleine défaillance. LeMond est furieux et accuse Hinault et Tapie de vouloir lui voler la victoire. Il remporte le dernier contre-la-montre mais Hinault conserve suffisamment d'avance pour gagner le Tour de France. Hinault promet alors à l'Américain de l'aider à gagner le Tour de France 1986.
En 1986, Tapie et Hinault clament haut et fort que l'équipe jouera la carte de LeMond. Hinault gagne pourtant le premier contre-la-montre et endosse le maillot jaune. LeMond croit en la loyauté du Français mais ce dernier attaque avec Pedro Delgado dès la première étape pyrénéenne. Déstabilisé par le jeu d'équipe, LeMond perd plus de quatre minutes et en compte plus de cinq de retard au classement général. Le Tour semble perdu. Mais Hinault commet une faute énorme en attaquant inutilement le lendemain. Il craque et LeMond accomplit une ascension exceptionnelle vers Superbagnères. La tension entre LeMond et Hinault devient telle que l'accord du départ n'existe plus. Dans les Alpes, LeMond endosse son premier maillot jaune au Granon, le 20 juillet, devant Urs Zimmermann, Hinault est rejeté à la troisième place du général. Tapie met en scène leur réconciliation dans l'étape menant à l'Alpe d'Huez : Hinault et LeMond sèment tous leurs adversaires et arrivent main dans la main au sommet. LeMond porte alors un solide maillot jaune qu'Hinault voudra encore menacer lors de l'ultime contre-la-montre où l'Américain va jouer de malchance, victime d'une chute et d'un problème mécanique pour ne céder finalement que 25 secondes. Greg LeMond remporte son premier Tour de France devenant ainsi le premier non-européen à remporter le Tour, Hinault mettra lui un terme à sa carrière en fin de saison, ce qui semble laisser à LeMond, qui n'a que 25 ans, le trône du cyclisme mondial.

#### 1987-1990: l'accident et le retour

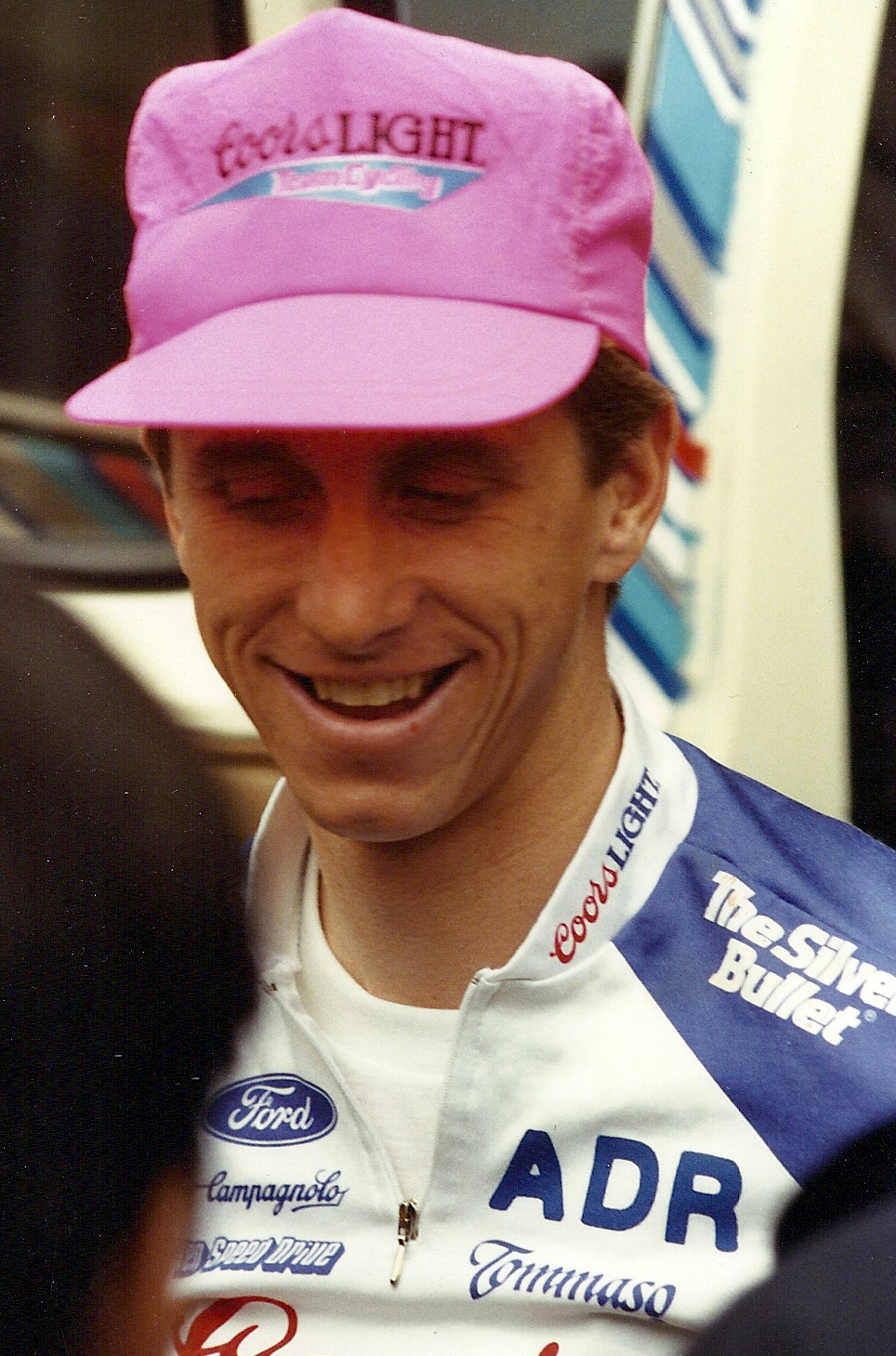
Greg LeMond lors du Tour de Trump 1989.

Victime d'un terrible accident de chasse le 25 avril 1987, l'abdomen et la poitrine criblés de grenaille de plomb, Greg LeMond est écarté du cyclisme pour deux ans. Après cette absence, il est membre pour une année de l'équipe PDM, puis signe dans la modeste équipe belge ADR. Il participe au Tour d'Italie 1989 remporté par Laurent Fignon, termine 39e du classement mais il est l'auteur dans le dernier contre-la-montre d'une performance étonnante en prenant la deuxième place de l'étape. 
Au départ du Tour de France 1989, les favoris sont Laurent Fignon et Pedro Delgado. LeMond se signale pourtant à nouveau en prenant la deuxième place ex æquo du prologue, dans le même temps que Fignon. Mais c'est dans le grand contre-la-montre entre Dinard et Rennes où, voûté sur son guidon de triathlète, il surprend tout le monde en s'adjugeant la victoire et en prenant le maillot jaune. Fignon l'en dépossède dans les Pyrénées mais il le récupère à nouveau dans le contre-la-montre des Alpes. Fignon est pourtant en état de grâce dans le massif alpin et dans la montée de l'Alpe d'Huez, il porte une attaque qui met LeMond en grande difficulté. L'Américain cède à nouveau sa place au Français à la tête du classement général. Fignon en rajoute le lendemain en gagnant l'étape à Villard de Lans, et porte son avance à 50 secondes sur LeMond. Il reste alors le dernier contre-la-montre entre Versailles et les Champs-Élysées, une distance de 24,5 kilomètres pour combler ce retard. LeMond y croit, il gagne l'étape et remporte le Tour de France pour 8 secondes, le plus petit écart jamais enregistré entre un vainqueur et son second.
Un mois plus tard, au championnat du monde à Chambéry, LeMond revient sur Fignon au sommet de la dernière ascension de la Côte de Montagnole, fait la jonction avec le groupe d'échappés dans la descente et emporte au sprint son deuxième titre mondial professionnel, devant Dimitri Konyshev et Sean Kelly. Il devient ainsi lauréat du Prix Henri Deutsch de la Meurthe de l'Académie des sports 1989, récompensant un fait sportif pouvant entraîner un progrès matériel, scientifique ou moral pour l’humanité.
En 1990, de nouveau très courtisé par les sponsors, il rejoint l'équipe Z avec un contrat record. Après un début de saison contrarié par un virus, LeMond est le favori du Tour de France. Lors de la première étape, un groupe de quatre coureurs dont l'Italien Claudio Chiappucci et le français Ronan Pensec, équipier de LeMond chez Z, prend près de dix minutes au peloton. Tout le déroulement de la course en découlera, prenant l'allure d'une course contre le temps. Un jeu auquel LeMond sera le plus régulier. Sans gagner la moindre étape, il s'impose à Paris pour une troisième victoire.

#### 1991-1994: le temps des doutes

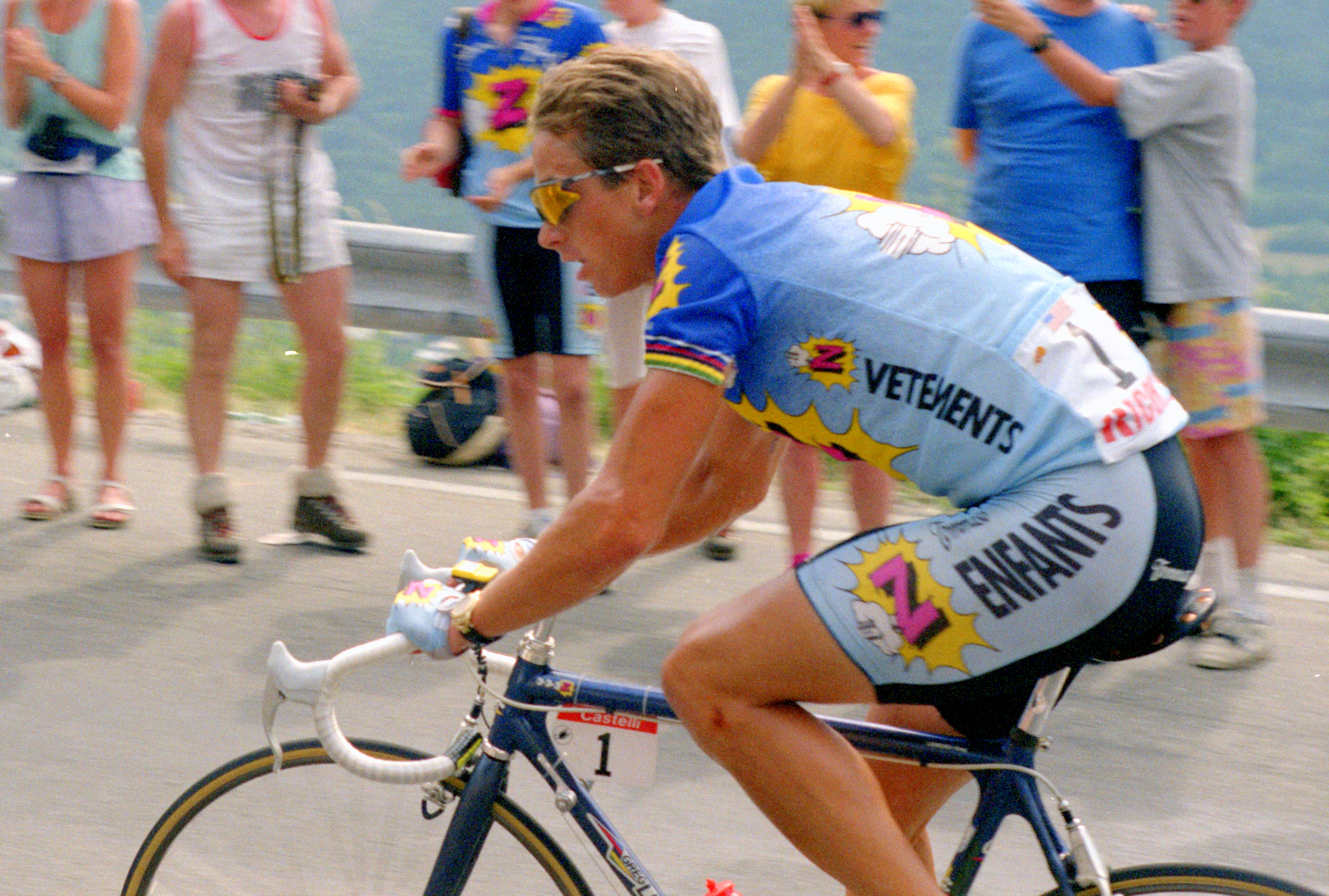
LeMond à l'Alpe d'Huez au Tour de France 1991.

1991 s'annonce dans la continuité : son début de saison n'est pas fameux mais LeMond prend le maillot jaune dès la première étape du Tour et semble sans concurrence. Lors du premier grand contre-la-montre, il doit laisser la victoire d'étape à Miguel Indurain mais reprend le maillot jaune à Thierry Marie. Dans les Pyrénées, il se révèle cependant incapable de suivre le rythme de la nouvelle génération de coureurs tels que Miguel Indurain, Gianni Bugno et Claudio Chiappucci. Il s'effondre totalement dans les Alpes et, malgré une troisième place dans le dernier contre-la-montre, il ne fait pas mieux que septième à Paris.
Sa saison 1992 commence mieux. Il épaule son coéquipier Gilbert Duclos-Lassalle dans ce qui sera le premier de ses deux succès dans Paris-Roubaix, terminant 9e. Il remporte le Tour DuPont qui sera sa dernière victoire. Il fait jeu égal avec les meilleurs en début de Tour, jouant notamment un beau coup tactique à Bruxelles avec Chiappucci et Jalabert et prenant la cinquième place du contre-la-montre à Luxembourg. Mais épuisé, il craque dans les Alpes et abandonne. Il ne reviendra jamais à son meilleur niveau.
Il met un terme à sa carrière en 1994, se déclarant atteint d'une forme de myopathie qui serait la conséquence d'un saturnisme induit par son accident de 1987, après que sa plombémie ait quadruplé à la suite de son accident de chasse de 1987. Cet accident lui a en effet laissé 35 grenailles de plomb dont quatre dans le foie et les poumons, et deux dans le péricarde, après quoi ses performances physiques ont régulièrement décliné,.

### Technique et style
Greg Lemond apporta au cyclisme quelques-unes des innovations les plus utilisées aujourd'hui : il introduisit par exemple le guidon de triathlète. Il popularisa les lunettes adaptées au cyclisme, ainsi que le maillot à longue fermeture éclair ou le compteur positionné sur le guidon. Il sera le premier vainqueur du Tour de France sur un cadre carbone en 1986, de marque Look mais fabriqué par TVT. C'est avec le même cadre qu'il signera ses succès de 1989 et 1990, sous les marques Bottecchia et Greg LeMond. Il utilisera un cadre carbone fabriqué par Calfee en 1991. À partir de 1990, il impose sa marque de cycles à son 
équipe.
Au contraire des précédents vainqueurs du Tour de France, LeMond fut le premier à baser sa saison uniquement autour de cette épreuve, visant un pic de forme estival englobant le Tour et le championnat du monde. Il fut imité par la suite par les futurs vainqueurs du Tour, tels que Miguel Indurain, Jan Ullrich et Lance Armstrong. Toutefois, relativisons en notant qu'il ne procéda de la sorte qu'à partir de 1990 à la suite de son succès dans le Tour de France 1989 après un Giro médiocre (39e). De son propre aveu, LeMond ne fut jamais aussi fort après son accident de chasse de 1987 qu'avant, où il accumulait les résultats probants sur d'autres courses.
Tactiquement, LeMond était plutôt opportuniste, prenait rarement les initiatives, courait à l'économie et la régularité pour tirer profit le moment venu de ses qualités de sprinteur ou de rouleur. Il lui arrivait cependant d'avoir des réactions de panache comme son échappée solitaire sur les Champs-Élysées dans la dernière étape du Tour de France 1991.

### Personnalité et prises de position
Greg LeMond jouit d'une bonne popularité auprès du public français malgré ses victoires sur Bernard Hinault puis sur Laurent Fignon, les deux derniers vainqueurs français du Tour de France. Son style et son franc parler sont peut-être à l'origine de ses rapports tendus avec Jonathan Boyer, Bernard Hinault, Laurent Fignon, Claudio Chiappucci ou dernièrement Lance Armstrong, avec lequel il prendra ses distances après la parution du livre LA Confidentiel. Ses propos critiques à l'égard du septuple vainqueur du Tour de France (déchu de ses victoires depuis) conduisent la société Trek qui commercialise les vélos portant son nom à déposer une requête judiciaire pour résilier le contrat commercial qui les lie. De fait, à partir du printemps 2008, Trek cesse de commercialiser la marque LeMond. 
En 2009, il tient une chronique sur le Tour de France dans le journal Le Monde. Dans cette chronique, il exprime ouvertement ses doutes sur la probité d'Alberto Contador dont les performances lui semblent liées au dopage,.
En mai 2010 il soutient Floyd Landis après qu'il a avoué s'être dopé durant sa carrière et dénoncé les pratiques dopantes au sein de l'équipe US Postal.

## Palmarès et résultats

### Palmarès amateur
- 1977
  -  Champion des États-Unis sur route juniors
- 1978
  - Tour de Bisbee
  - Cat's Hill Classic
  - 2e du championnat des États-Unis sur route juniors
  -  Médaillé de bronze au championnat du monde du contre-la-montre par équipes juniors 
  - 9e du championnat du monde sur route juniors
- 1979
  -  Champion du monde sur route juniors
  -  Champion des États-Unis sur route juniors
  - Nevada City Classic
  -  Médaillé d'argent au championnat du monde de poursuite juniors
  -  Médaillé de bronze au championnat du monde du contre-la-montre par équipes juniors
- 1980
  - 4e étape du Circuit des Ardennes
  - Classement général du Circuit de la Sarthe
  - Nevada City Classic
  - 3e du Circuit des Ardennes

### Palmarès professionnel
- 1981
  - 1reb étape du Tour de l'Oise
  - Nevada City Classic
  - Coors Classic :
    - Classement général
    - 1re et 7e étapes

  - 3e du Tour du Tarn
  - 3e du Critérium du Dauphiné libéré
- 1982
  - 3e étape de Tirreno-Adriatico
  - Tour de l'Avenir :
    - Classement général
    - 4e (contre-la-montre), 5e et 8e (contre-la-montre) étapes

  - 2e du Tour méditerranéen
  -  Médaillé d'argent au championnat du monde sur route
  - 3e du Tour de Corse
  - 3e de Tirreno-Adriatico
  - 3e du Grand Prix de Rennes
  - 8e du Super Prestige Pernod
- 1983
  - Lauréat du Super Prestige Pernod
  -  Champion du monde sur route
  - 1re étape du Tour méditerranéen
  - Critérium du Dauphiné libéré :
    - Classement général
    - 1re, 5e et 7eb (contre-la-montre) étapes

  - 2e du Grand Prix des Nations
  - 2e du Tour de Lombardie
  - 4e du Tour de Suisse
  - 4e de Blois-Chaville
  - 10e de Tirreno-Adriatico
  - 10e de la Flèche wallonne
- 1984
  - 1re étape du Clásico RCN (contre-la-montre par équipes)
  - 7eb étape du Critérium du Dauphiné libéré (contre-la-montre)
  - Tour de France :
    -  Classement du meilleur jeune
    - 3e étape (contre-la-montre par équipes)

  - 3e de Liège-Bastogne-Liège
  - 3e du Critérium du Dauphiné libéré
  - 3e du Tour de France
  - 5e de Tirreno-Adriatico
  - 7e du Super Prestige Pernod
  - 8e du classement FICP
  - 9e de Gand-Wevelgem
- 1985
  - Tour de France :
    -  Classement du combiné
    - 3e (contre-la-montre par équipes) et 21e (contre-la-montre) étapes

  - Coors Classic :
    - Classement général
    - 5e étape

  - 2e du Tour du Pays basque
  - 2e du Tour de France
  -  Médaillé d'argent au championnat du monde sur route
  - 3e du Tour d'Italie
  - 3e du Super Prestige Pernod
  - 4e du Circuit Het Volk
  - 4e de Paris-Roubaix
  - 4e du classement FICP
  - 7e du Tour des Flandres
- 1986
  - 4e étape du Tour de la Communauté valencienne
  - 5e étape du Tour d'Italie
  - Tour de France :
    -  Classement général
    -  Classement du combiné
    - 13e étape

  - 5e étape de la Coors Classic
  - 2e de Milan-San Remo
  - 2e de la Coors Classic
  - 2e du Super Prestige Pernod
  - 2e du classement FICP
  - 3e de Paris-Nice
  - 3e du Critérium international
  - 3e du Tour de Suisse
  - 4e de la Flèche wallonne
  - 4e du Championnat de Zurich
  - 4e du Tour d'Italie
  - 7e du Championnat du monde sur route
- 1988
  - 2e du Tour des Amériques
  - 3e du Grand Prix de la Libération (contre-la-montre par équipes)
- 1989
  -  Champion du monde sur route
  - Tour de France :
    -  Classement général
    - 5e (contre-la-montre), 19e et 21e (contre-la-montre) étapes

  - 3e du Tour des Amériques
  - 4e du Critérium international
  - 4e du Grand Prix des Amériques
  - 6e de Tirreno-Adriatico
  - 7e du classement FICP
- 1990
  -  Classement général du Tour de France
  - 2e du Championnat de Zurich
  - 4e du Championnat du monde sur route
  - 9e du classement FICP
  - 10e du Tour de Suisse
- 1991
  - 7e du Tour de France
- 1992
  - Tour DuPont :
    - Classement général
    - Prologue

  - 2e du Tour d'Armorique
  - 4e du Tour de Suisse
  - 9e de Paris-Roubaix

### Résultats sur les grands tours

#### Tour de France
8 participations
- 1984 : 3e, vainqueur du  classement du meilleur jeune et de la 3e étape (contre-la-montre par équipes)
- 1985 : 2e, vainqueur du  classement du combiné et des 3e (contre-la-montre par équipes) et 21e (contre-la-montre) étapes
- 1986 :  Vainqueur du classement général, vainqueur du  classement du combiné et de la 13e étape,  maillot jaune pendant 7 jours
- 1989 :  Vainqueur du classement général, vainqueur des 5e (contre-la-montre), 19e et 22e (contre-la-montre) étapes,  maillot jaune pendant 8 jours
- 1990 :  Vainqueur du classement général,  maillot jaune pendant 2 jours
- 1991 : 7e,  maillot jaune pendant 5 jours
- 1992 : abandon (14e étape)
- 1994 : abandon (6e étape)

#### Tour d'Italie
7 participations
- 1985 : 3e
- 1986 : 4e, vainqueur de la 6e étape
- 1988 : non partant (6e étape)
- 1989 : 39e
- 1990 : 105e
- 1991 : non-partant (15e étape)
- 1993 : non-partant (20e étape)

#### Tour d'Espagne
1 participation
- 1983 : abandon (17e étape)

### Distinctions
Il est élu Champion des champions mondiaux de L'Équipe en 1989.
Il est intronisé au Temple de la renommée du cyclisme américain en 1996.
En 2002, Greg LeMond fait partie des coureurs retenus dans le Hall of Fame de l'Union cycliste internationale.